# Antrepozit fiscal
Antrepozitul fiscal este locul, aflat sub controlul autorității fiscale competente, unde produsele accizabile sunt produse, transformate, deținute, primite sau expediate în regim suspensiv, de catre antrepozitarul autorizat, în exercitiul activității, în anumite condiții prevăzute de Codul fiscal român.